# 녹스 (비디오 게임)
《녹스》(Nox)는 웨스트우드 스튜디오에서 2000년 1월 31일에 개발한 ARPG 게임이다. 캐릭터는 전사, 소환술사, 마법사 3가지의 캐릭터가 등장한다.

## 특징

### 시스템
녹스에서는 게임 내에 보이는 많은 장식물들을 옮길 수 있다. 모든 장식물을 움직일 수 있는 것은 아니나, 싱글플레이에서는 보통의 액션 롤플레잉 게임과는 다르게, 그냥 배경 효과로서만 존재하던 물건들을 이동함으로써 진행해야 하는 상황이 많이 존재한다. 또한 이 게임은 시야의 제공에서 독특한 방식을 채용했다. 'true sight system'이라는 그림자 처리 방식인데 움직일 때마다 주인공이 현재 위치에서 볼 수 있는 공간만 보이게 하는 방식이다. 예를 들어, 문이 닫혀 있으면 건물의 내부는 보이지 않고 문이 열리면 문이 열린 만큼의 시야를 제공한다. 또 창문 앞에 서서 건물 안을 들여다볼 경우 방 안이 전부 보이는 것이 아니라 시야가 닿는 곳만 보인다.

### 배경음악, 음성
녹스의 음악은 C&C 음악 팀이 만들어 상당히 웅장하고 박진감있다. npc들의 영어 음성을 전부 한글 음성으로 더빙한 점도 장점이라고 할 수 있다. 다른 효과음들도 상당히 사실적이며 한글화도 상당히 잘 되어 있다.

### 게임 모드
녹스의 게임 모드는 Jack(게임상의 주인공)이 헤쿠바를 물리치는 스토리를 진행하는 '싱글 플레이'와, 혼자서 던전을 탐험하는 '솔로 퀘스트'가 있고, 그 외에 멀티플레이도 있다. 멀티플레이는 다시 여러 종류로 세분되는데, 협력모드인 '멀티 퀘스트', PvP모드인 '아레나', 서바이벌 형식인 '엘리미네이션', 상대팀의 깃발을 안전하게 자신의 진지로 빼앗아 와야하는 '깃발 뺏기', 녹스의 축구라고 할 수 있는 '플래그 볼', 자기 팀의 '킹'(유저 중에 랜덤으로 선택된다)이 상대편을 더 많이 제거하게 하는 것이 목적인 '킹 오브 더 렐름'이 있다. 그 외에도 유저들이 만든 유즈맵들을 통해 다양한 플레이를 즐길 수 있다.
녹스의 꽃은 PvP모드에 있다고 해도 과언이 아닌데, 보통의 RPG와는 다르게 아무리 고수라도, 아무리 좋은 무기와 방어구를 가지고 있더라도 방심하다간 심지어 초보에게까지 한방에 죽을 수도 있다. 이것은 녹스가 레벨 개념을 사용하지 않기 때문이다. 실제로 녹스를 아무리 오래한 사람이건, 지금 막 시작한 사람이건, 멀티플레이에서는 전부 레벨 10이다. 그 이상 오르지도 않고 떨어지지도 않는다. 레벨과 장비보다 실력이 최우선으로 게임 플레이에 영향을 미치는 이 특징은 녹스가 보통의 다른 게임과는 상당히 다른 재미를 선사할 것임을 알려준다.
하지만 웨스트우드사가 EA에 완전히 흡수되었고 EA는 녹스의 멀티플레이 서버 지원을 중지하였다. 그래서 공식적인 멀티플레이 서버는 현재 없다. 그러나 녹스의 일부 팬사이트에서 개인이 서버를 운영하고있다. 대표적으로 XWIS라는 외국 서버가 존재한다.(외국 서버이나 한국에서도 잘 된다) 한국 팬사이트 중에서는 녹스게임넷이 있는데, 이곳에선 싱글플레이 부분은 제외하고 멀티플레이만 되도록 고친 클라이언트를 무료로 제공한다. 소수이긴 하지만 아직도 녹스를 찾는 사람들이 있다는 것은 이 게임이 아주 실패한 게임은 아니라는 것을 증명하고 있다. 2016년 9월 현재 사이트가 폐쇄된 상태이며 현재소수 팬 카페들만 활동중이다.

## 스토리와 등장인물

### 스토리
게임 속에서 주인공은 지구의 평범한 대학생 잭(Jack)으로 녹스라는 세계로 소환되어 헤쿠바를 물리치고 지구로 돌아가야 한다.즉, 녹스는 또 다른 차원과 공간에 속해 있는 머나먼 행성 중의 하나이다. 녹스에는 거대한 대륙이 존재하며, 이 곳은 두 가지 집단이 분할하여 통치하는 세계였다. 하나는 북쪽의 네크로맨서들, 다른 하나는 남쪽에 거주하던 인간족. 하지만 둘의 문화는 아주 상이하였고 잦은 충돌이 있을 수밖에 없었다. 이 불편한 평화는 결국 오래 가지 못하였다. 북쪽의 네크로맨서 들이 힘을 모아 정복과 살육을 목적으로 남쪽으로 진군한 것이다.
네크로맨서들의 무서운 마법과 맹렬한 공격에 의해 인간족은 거의 멸망할 위기에 처하게 되었다. 하지만 삶의 터전을 되찾기 위해 인간들은 굳게 뭉쳐서 반전을 시작하였고, 결국 네크로맨서들을 북쪽 지방으로 되돌려 보내게 되었다. 하지만, 인간들은 알고 있었다. 북의 마법사들이 다시 큰 부대를 모아 쳐들어오는 것은 시간 문제라는 사실을. 왜냐하면, 네크로맨서들은 죽음으로부터 소생시키는 힘인 사령술의 봉인을 열었기 때문이었다. 이 힘으로 네크로맨서들이 죽은 이들의 저주받은 영혼을 마음대로 부릴 수 있게 되면 큰 일이었다. 그리하여, 인간들은 '망각의 지팡이 (Staff of Oblivion)'를 만들기 시작하였다. 이 무기는 타락한 영혼들을 영원히 봉인하여 돌아오지 못하도록 만드는 엄청난 무기였다. 위대한 인간 마법사였던 잔도(Jandor)는 힘을 모아 북쪽을 향해 쳐들어갔고, 네크로맨서들을 몰아내어 그들의 영혼을 봉인시켜 버렸다. 결국 북쪽 네크로맨서들의 땅은 인간들에게 함락되었고, 그들의 자랑스런 수도는 강력한 마법에 의해 얼어버리게 되었다.
잭이 녹스에 도착했을 때, 그는 3가지의 길 중 한 곳을 선택해야 했다. 한쪽은 '호렌더스의 성 (Fortress of Horrendous)'으로, 이곳에서는 강력한 무기와 기술을 연마할 수 있게 된다. 소환술사를 선택하게 되면, 각종 생물과 자연의 힘을 펼칠 수 있게 된다. 마지막으로 마법사의 길을 선택하게 되면 그는 전투, 순간이동, 함정설치 등의 마법을 배우게 된다.
모두 33개의 챕터를 통과하기 위해, 잭은 강력한 몬스터들과 싸워야 하며, 인간들의 의표를 찌르고, 퀘스트를 끝내야 하며, 죽음의 덫을 풀어나가야 한다. 각 챕터를 완성할 때마다 잭은 강력한 새로운 능력을 얻게 되고 최종적으로 '망각의 지팡이'를 다시 건설하여 마법의 오브 (Magic Orb)로부터 힘을 빼앗고 헤쿠바를 물리쳐야 안전한 지구 - 플로리다의 집으로 돌아 갈 수 있게 될 것이다.

### 등장인물
헤쿠바
녹스의 네크로멘서들의 어둠의 유산의 상속자인 헤쿠바는 망각의 오브를 이용하여 새로운 죽은자의 군대를 다시 움직이려는 무서운 음모를 가지고 있다.그녀는 죽은자의 땅의 폐허에 숨어서 오우거와 좀비, 수많은 언데드들로 구성된 그녀의 군대를 보내 녹스의 주민들을 공포에 떨게 하고 있는 장본인이다.
공중전함 함장 (잔도)
세상의 관망자. 공중전함 함장은 많은 사람들에게 알려져 있지만 소수만이 그를 잘 안다고 말할 수 있다. 녹스의 여러곳을 떠돌면서 그는 녹스를 주의 깊게 관찰하고 있다.
소환술사 알드윈
녹스의 마스터 소환술사이자 네크로맨서 전쟁의 영웅인 알드윈은 익스마을의 동쪽 자그마한 오두막에서 은거하며 살고 있다. 그는 대부분의 시간을 어떻게 새로운 비스트를 매료하고 소환할 것인지를 연구하는데 종사하고 있다.
대마법사 호바스
예전의 호바스는 잔도가 네크로맨서 전쟁을 끝낼때 사용했던 아티팩트인 망각의 지팡이의 주요 제작자 중 한사람 이었다. 지금의 호바스는 갈라바 성에 살면서 마법 견습생들을 수련시키고 그곳에 사는 마법사들의 공동체에서 여러 가지 일거리를 돌보고 있으며 아직까지도 최고의 마법력을 가지고 있다.
워로드 호렌더스
던 미르 요새의 파이어 나이츠의 사나운 감독인 워로드 호렌더스는 전설적인 전사들을 훈련시키고 있다. 필연적으로 잔도와 비교되는 것에 자극받아 호렌더스는 그의 이생을 그가 만나는 어떤 사람보다도 뛰어나다는 것을 증명하려고 노력하고 있다.
네크로멘서
헤쿠바의 오른팔로서 흑마법을 쓰는 계열의 마법사이다. 그러나 자신의 영혼을 악에 팔고 그것으로 마법의 능력을 얻은 마법사이기 때문에 헤쿠바의 명령을 받아 게임상에서 주인공인 플레이어를 심심치 않게 괴롭히는 인물이다

## 캐릭터 종류

### 마법사
마법사 국가 : 마오리
전사나 소환술사보다는 체력적 요소가 약하지만 충분한 방어 마법과 강력한 공격 마법, 속도 상승 마법, 순간 이동을 이용하여 적을 혼란에 빠뜨리고, 별로 피격당하지 않고 상대방을 괴롭힐 수 있는, 충분히 전사와 소환술사를 뛰어넘는 효과를 볼 수 있는 캐릭터이다. 물론 강력한 화력과 기동성을 가진 만큼 아주 능숙한 컨트롤이 필요하다. 때문에 녹스 유저 중에 가장 적은 비율을 차지한다. 수는 적지만, 그중 실력있는 마법사는 정말 두려운 존재여서, 너무 압도적으로 플레이하다가는 다른 이들의 원망을 사기가 쉽다.

### 소환술사
소환술사 국가 : 사우디아라비아
전사나 마법사에 비해 체력적으로나, 마법력으로나 평균적인 능력을 갖고 있다. 이름에서 알 수 있듯이, 알고 있는 비스트들을 소환하거나 우리 편으로 만들어서 함께 싸울 수 있다. 마법사의 공격 마법들이 대부분 직선적으로 나가는 데에 비해서, 소환술사의 공격 마법들은 소환이라는 것에 착안했는지 공중에서 갑자기 나타나거나 땅에서 갑자기 나타나는 경우가 많다. 소환술사의 주무기는 석궁인데, 갑옷을 완벽하게 갖추지 않은 전사는 한방에 보내버릴 수 있을 만큼 강력한 파괴력을 가지고 있다. 석궁을 쏘아 맞추었을 때의 쾌감이 상당하기 때문에 녹스 유저들 중 마법사를 제외한 나머지의 절반 정도가 소환술사를 즐기는 듯 하다.

### 전사
전사 국가 : 한국, 일본, 태국, 캄보디아, 필리핀, 중화민국, 말레이시아, 싱가포르, 몽골, 인도, 인도네시아, 라오스, 베트남, 미국, 영국, 스코틀랜드, 웨일스, 캐나다, 호주, 러시아, 아일랜드, 북아일랜드, 이스라엘, 독일, 프랑스, 이탈리아, 덴마크, 노르웨이, 아이슬란드, 스웨덴, 핀란드, 네덜란드, 벨기에, 룩셈부르크, 오스트리아, 몰타, 모나코, 산마리노, 스위스, 스페인, 안도라, 포르투갈, 그리스, 헝가리, 터키, 루마니아, 몰도바, 폴란드, 리투아니아, 에스토니아, 라트비아, 체코, 불가리아, 알바니아, 보스니아 헤르체고비나, 우크라이나, 벨라루스, 슬로바키아, 슬로베니아, 크로아티아, 키프로스, 나이지리아, 카메룬, 모로코, 남아프리카공화국, 이집트, 리비아, 가봉, 말리, 기니, 코모로, 니제르, 알제리, 토고, 베냉, 차드, 중앙아프리카공화국, 코트디부아르, 모리타니, 마다가스카르, 튀니지, 콩고, 콩고 민주 공화국, 르완다, 부룬디, 적도 기니, 앙골라, 모잠비크, 카보베르데, 상투메프린시페, 기니비사우, 멕시코, 과테말라, 니카라과, 엘살바도르, 온두라스, 코스타리카, 파나마, 도미니카 공화국, 쿠바, 베네수엘라, 아르헨티나, 콜롬비아, 에콰도르, 우루과이, 파라과이, 볼리비아, 수리남, 브라질, 아르메니아, 아제르바이잔, 조지아, 키르기스스탄, 타지키스탄, 투르크메니스탄, 아프가니스탄, 우즈베키스탄, 카자흐스탄, 파키스탄, 레바논, 시리아
이 캐릭터를 선택하면 마법을 사용할 수 없다. 그러나 워낙 힘의 요소가 부각된 캐릭터라서 초보자가 가장 쉽게 접근할 수 있는 캐릭터라 말할 수 있다. 마법 슬롯을 이리저리 굴리고 석궁을 정확하게 조준하는 등의 복잡한 손놀림이 요구되지는 않지만, 적절한 상황 판단과 순발력이 가장 많이 요구되는 캐릭터라 역시 컨트롤이 받쳐주지 않는다면 힘든 캐릭터이다. 전사는 마법을 사용하지 못하는 대신 고유의 물리적 전투 스킬(녹스에서의 전사는 마법사나 소환술사와는 다르게 mp 포인트가 있는 캐릭터가 아니기 때문에 마나 관리에 신경써야 하는 번거로움은 없다. 하지만 마법은 mp 한계치 안에서 같은 마법이라도 연속적으로 사용할 수 있는 반면 전사의 기술은 각각의 기술에 대기 시간이 존재하기 때문에 적절한 타이밍에 사용하지 않는다면 반드시 필요할 때 후회하게 된다)이 존재하는데 이를 잘 사용한다면 마법사가 부럽지 않은 캐릭터이다.

## 평가
| 평가 |        |
| --- | ------ |
| 통합 점수 통합사 점수 게임랭킹스 81.45% [ 1 ] 평론 점수 평론사 점수 게임 레볼루션 B+ [ 2 ] 게임스팟 8.1 [ 3 ] IGN 8.9 [ 4 ] |        |
| 통합 점수 |        |
| 통합사 | 점수   |
| 게임랭킹스 | 81.45% |
| 평론 점수 |        |
| 평론사 | 점수   |
| 게임 레볼루션 | B+     |
| 게임스팟 | 8.1    |
| IGN | 8.9    |